# Glenea dido
Glenea dido là một loài bọ cánh cứng trong họ Cerambycidae.